# Cymbacha simplex
Cymbacha simplex là một loài nhện trong họ Thomisidae.
Loài này thuộc chi Cymbacha. Cymbacha simplex được Eugène Simon miêu tả năm 1895.